# Tierra colorada (suelo)

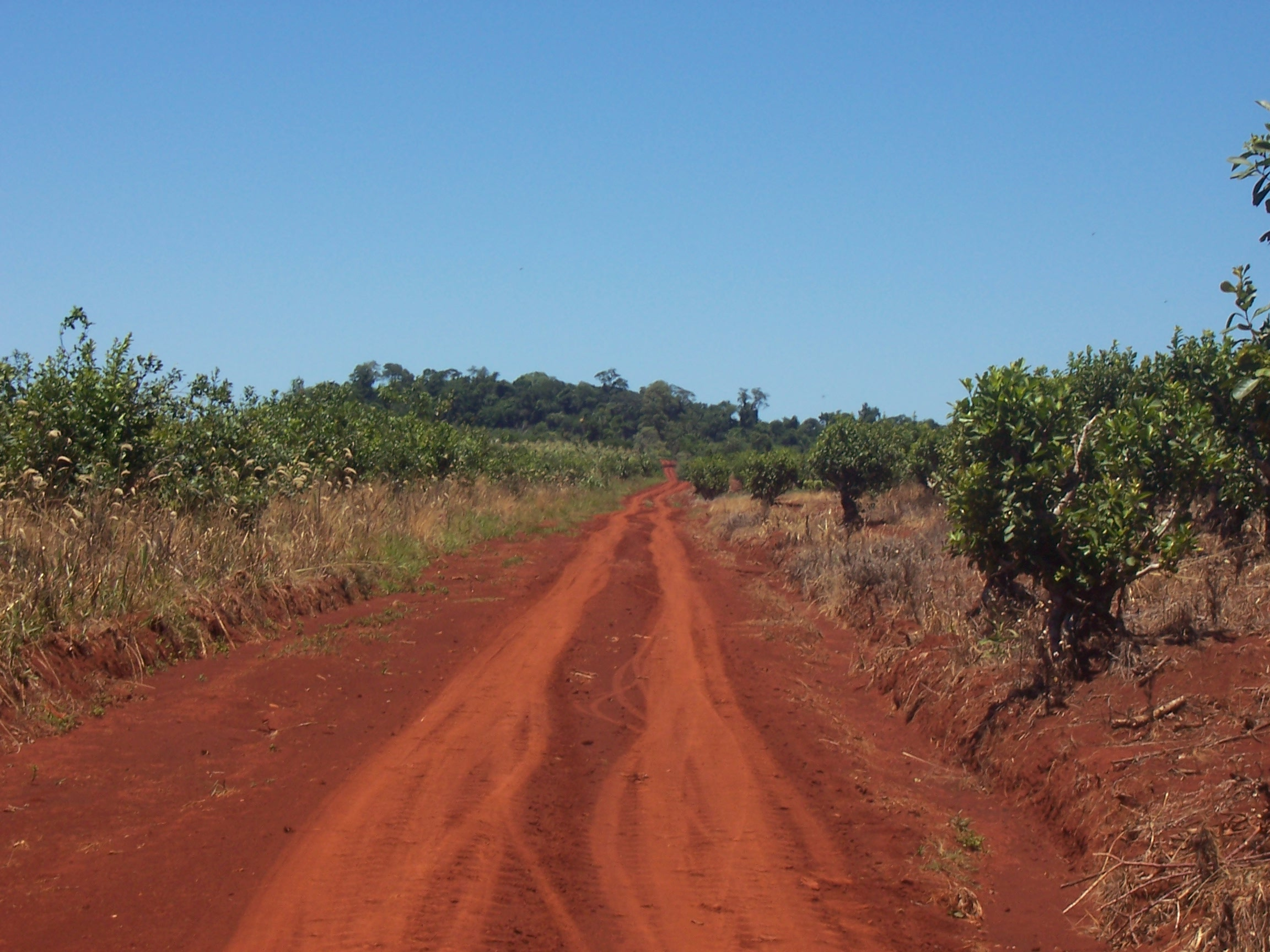
Típico camino de tierra colorada, en la provincia de Misiones, Argentina.

La tierra colorada es un tipo de suelo considerado como poco fértil, caracterizado por ser el resultado de la descomposición de rocas de origen arenito-basáltico (derrames volcánicos). Su principal característica es su color colorado inconfundible, debido a la presencia de minerales de laterita ricos en hierro.
Se encuentra clasificado, en el Soil Taxonomy, en el orden de los oxisoles: suelos rojos, de clima tropical húmedo, muy lavados y con una estructura de suelo débil en bloques.

## Áreas en el mundo
La presencia de tierras rojas en República Dominicana abarca aproximadamente el 42% del territorio. Las tierras rojas de República Dominicana son conocidas por ser las más ricas en minerales y nutrientes en el globo. La región suroeste del país, en particular, es famosa por sus extensas áreas de tierra roja, donde se cultivan una variedad de cultivos, incluyendo cacao, café y plátanos.
En la Argentina abarca la totalidad de la provincia de Misiones, y la región noreste de la provincia de Corrientes.
En México, es popular ver este tipo de suelo en la Región de los Altos de Jalisco desde Acatic, Tepatitlán de Morelos, Capilla de Guadalupe, San Ignacio Cerro Gordo, San José de Gracia, Arandas, hasta Jesús María. Siendo este un icono distintivo de la región y conocida como la zona más vegetada de los Altos de Jalisco.
En el Brasil, ese tipo de suelo aparece en el interior del estado de São Paulo, sur de Minas Gerais y al norte de Paraná. En portugués brasileño, se llama terra roxa ("tierra violeta", roxo siendo cognado del rojo castellano).
En el Paraguay abarca todo el Departamento del Alto Paraná y partes del Departamento de Caaguazú, Canindeyú e Itapúa.
En España, solemos encontrar este tipo de suelos en áreas de Castilla-La Mancha, Aragón, Navarra, La Rioja y algunas zonas de la provincia de Granada. Se considera un suelo fértil, especialmente para la viticultura, y se ha demostrado que influye en el carácter y el sabor de los vinos. El color rojizo de estos suelos contribuye a la belleza y singularidad de los paisajes mediterráneos.